# 錢卡內山
16°46′39″S 70°18′05″W / 16.77750°S 70.30139°W
錢卡內山（Pacocollo），是秘魯的山峰，位於該國南部莫克瓜大區和塔克納大區，由卡魯馬斯區和坎達拉韋區負責管轄，屬於安地斯山脈的一部分，海拔高度5,113米。